# کارل فرایهر فون لنگن
کارل فریدریش فرایهر فون لنگن (زادهٔ ۲۵ ژوئیهٔ ۱۸۸۷ در کلاین بلیتس -درگذشتهٔ ۲ اوت ۱۹۳۴ میلادی در پوتسدام) یک سوارکار مرد اهل کشور آلمان بود که در بازی‌های المپیک تابستانی ۱۹۲۸ نیز شرکت داشت.
در سال ۱۹۲۸ او و اسبش داقوفگنگر مدال طلای انفرادی را در رشتهٔ درساژ به همراه مدال طلای تیمی این رقابتها بدست آوردند. فون لنگن به همراه اسب دیگرش به نام فالکنر در بخش انفرادی مسابقات پرش با اسب شرکت کرد و کار خود را در ردهٔ ۲۸ام در این بازیها به پایان رساند. به عنوان یکی از اعضای تیم پرش با اسب آلمان آنها به مقام هفتم تیمی سوارکاری در بازی‌های المپیک تابستانی ۱۹۲۸
رسیدند.